# Феленгейм, Иван Самуилович фон
Иван Самуилович фон Феленгейм, писался также Фейленгейм, Филленгейм, Фихтенгейм, Христиан Пфейленгейм (нем. Pfeilenheim) (погиб 27 июня (8 июля) 1709 года под Полтавой) — европейский военачальник, участник Северной войны, бригадир армии Петра I. Погиб в битве под Полтавой.

## Биография
Происхождение его неизвестно. 
В 1707 году принят на русскую службу в чине полковника и получил в командование пехотный полк. Известно письмо генерал-фельдмаршала Б. П. Шереметева Петру I относительно прибывших в его распоряжение новонабранных старших офицеров:
Явилися у меня офицеры с указами вашего самодержавства, и велено им быть в Остроге до вашего пришествия, и ныне они, будучи в Остроге, зело скучают: не имеют свои порции. И между теми иноземцами полковник Фейлейгейм, кажется, человек добр и говорит по-русски, а другие, по моему разумению, не годятся: стары и языка нашего и Польского неизвестны. Также есть обида и Русским офицерам: не будут прилежать к службе чрез охоту из нижних чинов, что никто не дослужится вышнего чина, а офицеры Русские в своих делах исправны. Зело нам надобны из заобычных людей иноземцев вышних командиров... А ныне у меня задержан полковник Денис Бильс, человек молодой, искусился несколько видеть и баталий. Я бы желал ему быть у полку, и, ежели в гарнизон, в Астрахани. Также прислан ко мне полковник Арот и послан к полку на место полковника Эфрента; человек гораздо стар и не умеет ни по-русски, ни по-польски. И на сие мое доношение буду вашего самодержавнейшего указа ожидать..
Сначала Феленгейм получил в командование будущий Нижегородский полк, однако узнав, что он оказался под командой генерал-майора Ф. Г. фон Ностица, испросился выйти из-под его командования. Феленгейм писал Б. П. Шереметеву 4 июня 1707 года:
Ясневельможный господин генерал-фельдмаршал и кавалер, господин Шереметев! Сего июня 3 числа прислан ко мне указ за подписанием руки господина брегадира графа Фриза, чтоб полк мой был под именем ген.-майора Ностица, а мне бы быть из полку неотменно, как повеление Его Ц-го В-ва, а за что сие учинено о том известия не имею. За неуправление ли какое мое, или в чем моя неисправка, о том я не знаю, понеже я выехал из дальних краев, из Цесарского Римского войска, до Его Пресветлого Царского Величества, чтоб служить ему, Государю, верно, а будет я ему Царскому Величеству в службу не потребен, и чтоб мне дан был апшит, почему мне приехать до его Цесарского войска, о том прошу. Униженный слуга твой полковник фон-Фейгленгейм челом бьет.
Вскоре Феленгейм назначен полковником Новгородского полка. В антишведской кампании 1708–09 годов в октябре 1708 года направлен в Стародуб для защиты города от армии шведского короля Карла XII. В 1709 году был уже бригадиром. 
Во время Полтавской битвы 27 июня (8 июля) 1709 года его Новгородский полк, будучи в центре боевых порядков, подвергся атаке каролинов и подался назад. Пытаясь восстановить положение, бригадир Феленгейм погиб в бою. 
Погребен в братской могиле под Полтавой.